# 1195 Orangia
1195 Orangia је астероид главног астероидног појаса са средњом удаљеношћу од Сунца која износи 2,258 астрономских јединица (АЈ).
Апсолутна магнитуда астероида је 13,7 а геометријски албедо 0,047.